# Цитрус (округ)
Цитрус — повіт у штаті Флорида. Площа 1513 км².

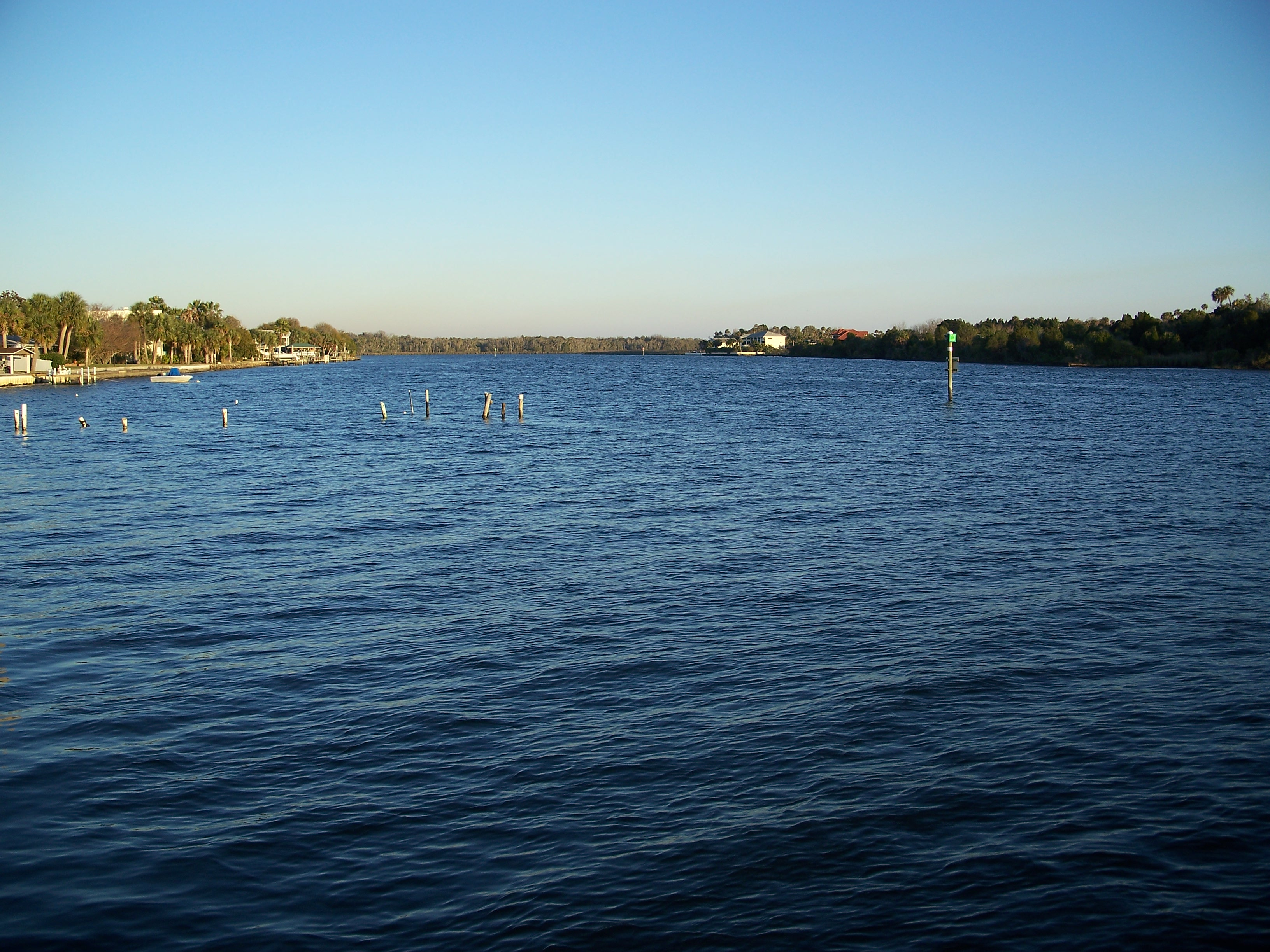
Річка Кристал

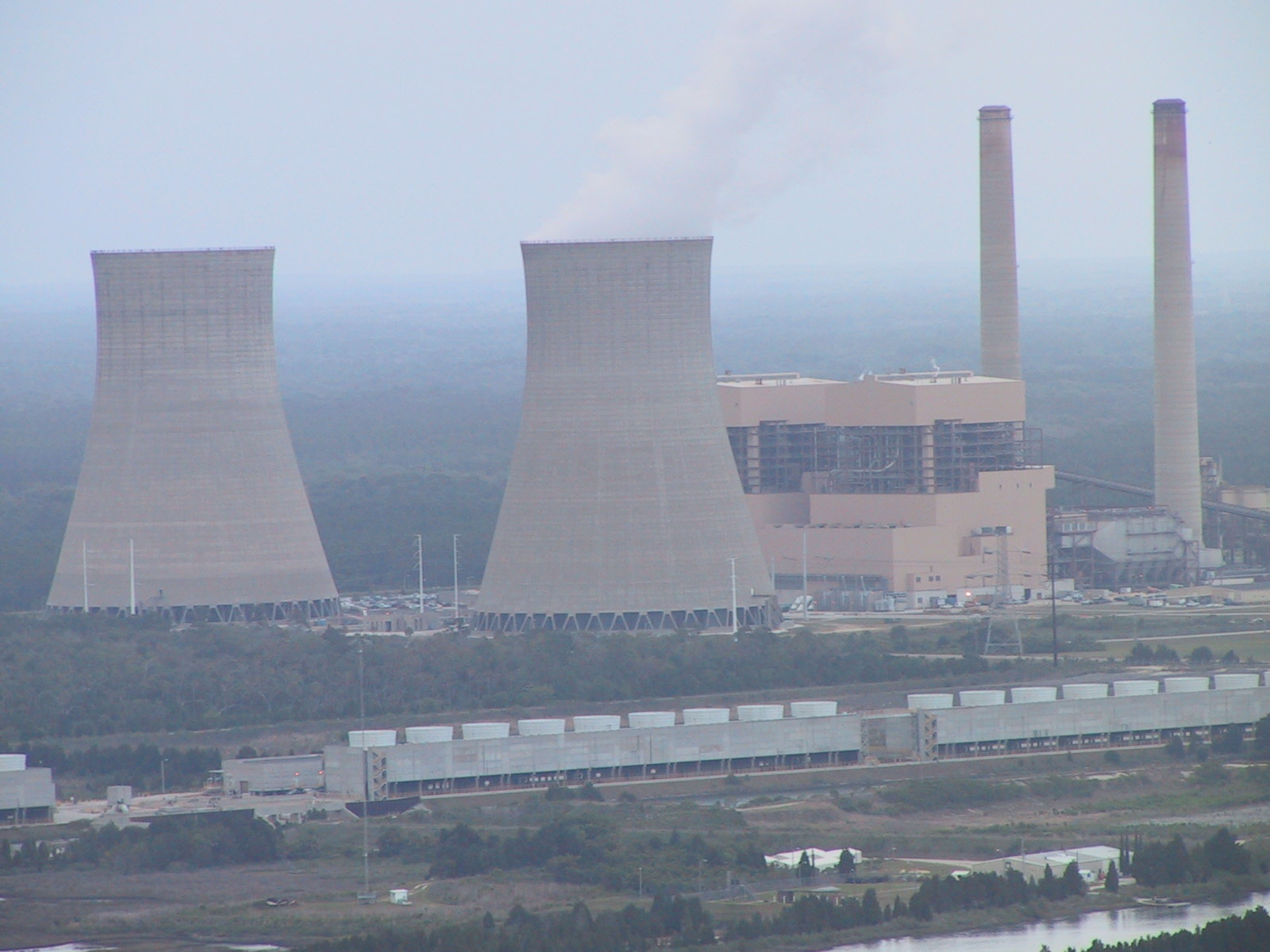
Атомна електростанція Кристал-Рівер

Населення 140,357 тисячі осіб (2009 рік).
Повіт виділений 1887 року з повіту Гернандо.
У повіті розташоване місто Інвернесс. Повіт входить до агломерації.

## Суміжні округи
- Меріон — північний схід
- Самтер — схід
- Ернандо — південь
- Леві — північний захід